# The Baronets
The Baronets, en af de få provinsgrupper i sin samtid som fik kommerciel succes. The Baronets blev dannet i Aarup, Fyn i 1964, og oplevede i sin relative korte levetid som pladeaktuel gruppe en stor succes. Bandet udgav fem singler, medvirkede på et par opsamlingsplader, samt forskellige radio og tv-sammenhænge i sin samtid før de gik hver til sit under indspilningerne af deres første album. Bandet har senere været gendannet af flere omgange, og spiller således stadig i dag efter at være blevet gendannet kort efter årtusindeskiftet.

## Baggrund
Da bandet blev dannet i begyndelsen af tresserne, bestod bandet af Lasse Helner, vokal og guitar, Mogens Nielsen, guitar, Tom Hartvig Hansen, trommer, og Jørgen Peter Nielsen, bas. Under navnet The Baronets optrådte The Baronets i hård konkurrence med de lokale bands, men først da Frank Lauridsen slutter sig til orkesteret i 1965 formår de for alvor at gøre en forskel.
I 1966 fik bandet en placering som nummer 3 ved Danmarksmesterskaberne i popmusik, hvilket styrkede deres muligheder som konkurrent med de københavnske grupper, både kunstnerisk såvel som kommerciel. Sejren gav dem nemlig kontrakt med pladeselskabet Sonet og Peter Abrams (også kendt som Peter Abrahamsen) som manager, hvilket medførte at bandet fik jobs på hovedstadens spillesteder, bl.a. Hit House, Le Carousel, og fik hul igennem til Danmarks Radio. Desuden blev orkesteret efterhånden et yndet opvarmningsnavn, når udenlandske orkestre gæstede landet, deriblandt Pink Floyd, Bee Gees, The Kinks, The Yardbirds og The Who. Efter at Erik Johansen har erstattet Tom Hartvig Hansen som trommeslager, tog bandet samme år som de varmede op for The Who også to måneder til de amerikanske flybaser Sembach Air Base (nuværende Sembach Kaserne) ved Kaiserslautern, Tyskland, for at optræde for de amerikanske soldater udstationeret til området. Ved hjemkomsten var bandet mere sammenspillet end da de tog afsted, og bandet var nu yderligere rustet til at erobre det danske musikmarked.
Bandet havde allerede udgivet deres første to udspil, soulklassikeren Hold On I'm Coming / Please Do Something og Jeg vil bygge en verden / Min Amanda Var Fra Kerteminde, da deres tredje single I Can Make It With You / Treat Me Right. B-siden Treat Me Right, en komposition af Lasse Helner og Frank Lauridsen, bliver til alles overraskelse bandets kendingsmelodi, og dermed lægger dermed lydspor til året 1967, hvor de kommercielt set var på deres højeste. Det skete dog først efter endnu et par udskiftninger i bandet. Jørgen Nielsen og Erik Johansen smuttede, i stedet overtog Lasse Helner posten som bassist, bandet nye trommeslager blev Uno Tschicaja fra Danish Sharks. Bandet slutter året med udgivelsen You Won't Believe Me / Little Boy, inden de året efter gjorde klar til det helt store nummer. Efter at orkesteret var blevet udvidet med Vita Jensen fra soulorkesteret The Clan, og havde udgivet deres femte single Here Comes The Sun / Wonderful Day, går de i studiet for at indspille hvad der skal blive deres LP. I efteråret indspillede bandet materiale i Malmö og København, som skulle blive til albummet Can You Hear The Music Play?. Albummet gik imidlertid i vasken, idet Frank Lauridsen droppede bandet til fordel for Peter Belli & Four Roses. Store dele af albummet så dog dagens lys med antologien The Complete 1966 - 1968 i begyndelse af det nye årtusinde.

Genforeninger
I begyndelsen afholdt bandet deres afskedskoncert i Aarup-hallen, men der gik ikke lang tid før en genforening af bandet blev aktuel. Der var dog tale om en lidt anden konstellation. Bandet bestod nu af Lasse Helner guitar og vokal, Uno Tschicaja trommer og vokal, Torben Peterhänsel orgel og vokal, Helge Petersen guitar og vokal, og Frank Kerdil bas. Det er under alle omstændigheder ikke et foretagende som holder længe; bandet går hvert til sit kort tid efter.
I foråret 1975 blev bandet gendannet endnu engang, denne gang bestående af Frank Lauridsen, vokal og orgel, Lasse Helner, vokal og guitar, Ole Fick, guitar, Jens Elbøl, bas, og Carsten Smedegaard, trommer. Sammen udgiver de albummet Gunpowder And Cannonballs, bestående af egne kompositioner. Albummet udkom i to forskellige mix. Først på Sonet 1975 og senere i 1976 på Gyldendals nystartede pladeselskab Exlibris da The Baronets skiftede selskab. I sommeren 1975 medvirkede de på initiativ af manageren Peter Abramhamsen som backingband for digteren og sangeren Jan Toftlund, deriblandt også Anne Linnet, Holger Laumann og Erik Grip. Gruppen skiftede i sommeren 1976 navn til Dårskabens Hus Orkester, og indspillede i Sweet Silence Studio en stribe kompositioner med danske tekster af Jan Toftlund og Torben Eschen, men i august var det imidlertid forbi. I hvert fald for Lasse Helner, han forlod bandet til fordel for sit arbejde som solist såvel som i duoen Lasse og Mathilde. Dårskabens Hus fortsatte samarbejdet med Jan Toftlund, og udgav bl.a. endnu et album i 1977, før de endeligt gjorde det forbi året efter.
I 2000 gendannedes konstellation fra 1967 ved arrangementet Rock Mod Rynker, og har siden optrådt rundt omkring i landet. Bandet deltog også ved arrangementet Pigtrådens 50-års jubilæum i Falkoner Teatret i slutningen af 2012. Den nuværende besætning består af Frank Lauridsen, vokal og orgel, Lasse Helner, vokal og bas, Mogens Nielsen(også kendt som Mogens Hegelund) og Uno Tschicaja, trommer. På det seneste har bandet været udvidet med Gert Rostock i forbindelse med koncertarrangementer, han medvirker som bassist, og Lasse Helner fungerer i disse situationer som rytmeguitarist.
29.August 2014 gav Baronets en 50 års jubilæumskoncert og ved den lejlighed var der, foruden Uno Tschicaja, medlemmerne fra den oprindelige besætning, nemlig Mogens Nielsen, Frank Lauridsen, Lasse Helner og Jørgen Nielsen.

## Diskografi
Singler
- Hold On I´m Coming / Please Do Something (1966)
- Jeg vil bygge en verden /Min Amanda Var Fra Kerteminde (1966)
- I Can Make It With You / Treat Me Right (1967)
- You Won´t Believe Me / Little Boy (1967)
- Here Comes The Sun / Wonderful Day (1968)
- Roll Over Beethoven / Back on the Road Again (1975)

Albums
- Gunpowder And Cannonballs
- Dårskabens Hus

Opsamlingsplader o.lign.
- Børge Topplade nr. 2
- DM - Danmarksmestrene i Popmusik 1966
- Ungdom Hjælper Grønlands Unge
- Pigtrådsmusik
- Pigtrådsmusik 2
- Det bedste af dansk musik 1963-67
- Det bedste f dansk musik 1964-68
- Det bedste af dansk musik 1963-70
- The Complete 1966-1968 (Dansk Pigtråd, Vol. 10)
- Viking beat - 25 Beatfossils from the Danish Beatscene 1963-68
- Alle Go'e x 3 CD'er - Pigtråd
- Absolut HitHouse 1964-1968 vol.1
- Absolut HitHouse 1964-1968 vol.2
- Ecco Records anthology 2 - DM i Popmusik 1966
- En Rigtig Reklame-BØRGE

## Bandmedlemmer
- Lasse Helner
- Frank Lauridsen
- Mogens Nielsen
- Uno Tschicaja

Tidligere medlemmer
- Tom Hartvig Hansen
- Erik Johansen
- Ole Schmidt
- Jørgen Nielsen
- Vita Jensen
- Ole Fick
- Jens Ellbøl
- Carsten Smedegaard

## Eksterne links
- Officiel netside
- The Baronets på Discogs
- The Baronets på MusicBrainz